# 达罗卡德里奥哈
达罗卡德里奥哈，是西班牙拉里奥哈自治区的一个市镇。总面积11平方公里，总人口61人（2001年），人口密度6人/平方公里。